# محوطه پاتخت سنگ‌تراشان
محوطه پاتخت سنگ تراشان مربوط به عصر برنز است و در شهرستان خرم‌آباد، بخش پاپی، روستای سنگ تراشان واقع شده و این اثر در تاریخ ۷ آذر ۱۳۸۳ با شمارهٔ ثبت ۱۱۲۲۱ به‌عنوان یکی از آثار ملی ایران به ثبت رسیده است.